# Ring of Elysium
A Ring of Elysium (egyszerűsített kínai írással: 无限法则) egy 2018-as ingyenes többjátékos módú battle royale játék, amit a Tencent Games fejleszt, és a Garena adott ki. A játék ingyenesen letölthető a Steamen. Észak-Amerikában 2018. szeptember 19-én jelent meg, míg Ázsiában 2018. szeptember 20-án, Európában pedig 2018. november 25-én.

## Játékmenet
A játék többjátékos módban játszható, külső és belső nézetből. Kezdéskor egy szigeten vagyunk, és kiválaszthatjuk, hogy hol kezdjünk. Miután kiválasztottuk a helyszínt, be kell menni egy házba/épületbe, hogy fegyvereket, sisakokat és páncélokat keressünk a többi játékos megöléséhez. Közben szűkül a terület, ami a játékosok életét fenyegeti. Az győz, aki elmenekül a helikopterrel.

## Cselekmény
A természeti katasztrófák által sújtott területen csapdába estek emberek, és az egyetlen kiút egy mentő helikopter, amely csak négy embert vihet el. A túlélőknek meg kell maradniuk a folyamatos kör szűkülés miatt, miközben legyilkolják egymást.

## Fejlesztés
A Ring of Elysium egy régi játék újragondolása, aminek Europa volt a neve. A játékot a QuickSilverX motorral készítették. 2018 nyaráig elérhető volt Béta-fázisban a Garena Launcherben.